# Пустосьолов
Постусьолов (рос. Пустосёлов; адиг. ЧылэнэкІ) — хутір Красногвардійського району Адигеї Росії. Входить до складу Єленовського сільського поселення.
Населення — 7 осіб (2015 рік).